# Ramón Laureano
Ramón Laureano (Santo Domingo, República Dominicana, 15 de julio de 1994) es un jugador profesional dominicano de béisbol que se desempeña en la posición de jardinero derecho en Cleveland Guardians, equipo de las Grandes Ligas de Béisbol (MLB).

## Carrera
Fue seleccionado en la 16.ª ronda en el Draft de la MLB de 2014. En 2018 hizo su debut profesional con el equipo Oakland Athletics, en el cual jugó seis temporadas (2018-2023), después pasó a Cleveland Guardians, donde lleva jugando dos temporadas.